# 勞工顧問委員會
勞工顧問委員會（英語：Labour Advisory Board），簡稱勞顧會，成立於1927年，是香港一個諮詢組織，就有關香港勞工事宜，包括香港法例及國際勞工公約的引進適用情況，向勞工處處長給予建議，及監察補充勞工計劃。1927年委員會成立初期，主要委員皆為企業、政府部門和軍方，並沒有勞工代表。現時勞工顧問委員會分別有8名勞方代表和7名資方代表，並由勞工處處長擔任主席。

## 委員會委員

### 2021-22年度
主席：
- 孫玉菡（勞工處處長）

委員：
- 僱員代表（選舉）
  - 陳耀光（香港房屋署屋宇裝備技術主任協會主席）
  - 鄧家彪（香港社工及福利人員工會主席）
  - 梁籌庭（香港公務員工會聯合會總幹事）
  - 譚金蓮（港九勞工社團聯會副主席）
  - 羅大智（港九酒樓茶室總工會主席）
- 僱員代表（委任）
  - 佘慧敏（國泰航空公司本地職員工會行政助理）
- 僱主代表（團體）
  - 何世柱（香港中華總商會）
  - 麥建華（香港僱主聯合會）
  - 施榮懷（香港中華廠商聯合會）
  - 于健安（香港總商會）
  - 郭振華（香港工業總會）
- 僱主代表（委任）
  - 關百豪（時富集團董事長兼行政總裁）

### 2020-21年度
- 勞工處處長任當然主席
- 梁籌庭 - 香港公務員工會聯合會
- 周小松 - 港九勞工社團聯會
- 鍾國星 - 香港公務員總工會
- 李德明 - 港九工團聯合總會
- 吳秋北 - 香港工會聯合會
- 陳素卿 - 香港大東電報局職員會
- 何世柱 - 香港中華總商會
- 麥建華 - 香港僱主聯合會
- 于健安 - 香港總商會
- 施榮懷 - 香港中華廠商聯合會
- 何安誠 - 香港建造商會

### 2019-2020年度
主席
- 陳嘉信先生 勞工處處長

委員/僱員代表
- 周小松先生
- 陳耀光先生
- 鄧家彪先生
- 李國強先生
- 梁籌庭先生
- 佘慧敏女士

委員/僱主代表
- 何世柱先生

（代表香港中華總商會）
- 麥建華博士

（代表香港僱主聯合會）
- 施榮懷先生

（代表香港中華廠商聯合會）
- 于健安先生

（代表香港總商會）
- 郭振華先生

（代表香港工業總會）
- 張成雄先生

（以個人身分獲委任）
秘書
- 陳麗香女士 高級勞工事務主任

## 項目
- 最低工資
- 標準工時